# Néji Ghandri
Néji Ghandri est un banquier et chef d'entreprise tunisien. Depuis 2021, il occupe le poste de président du directoire d'Amen Bank et, depuis 2023, celui de président du Conseil bancaire et financier.

## Biographie
Diplômé de l'École nationale des sciences de l'informatique en 1997, Néji Ghandri rejoint Amen Bank, où il commence sa carrière dans les technologies de l'information. Il est nommé directeur central de l'organisation et des systèmes d'information en 2009, puis directeur général adjoint en 2012.
Au fil des années, il participe à divers projets de transformation des systèmes bancaires, notamment la refonte des systèmes d'information et le lancement de services numériques comme Amen First Bank. Il est également impliqué dans l'obtention de la certification ISO/CEI 27001 pour les plateformes digitales de la banque.
Nommé président du directoire en 2021, il supervise notamment le programme stratégique interne appelé NEXT, axé sur la transformation globale de la banque, ainsi que l'évolution des services et solutions proposés. Ce programme comprend 27 projets visant à moderniser les agences et à améliorer les services bancaires pour les particuliers, les professionnels et les PME.
Dans le domaine de la finance durable, la banque initie plusieurs actions en lien avec le financement de projets d'énergies renouvelables, certaines ayant été reconnues par des distinctions sectorielles.
Depuis mai 2023, Néji Ghandri exerce également les fonctions de président du Conseil bancaire et financier (CBF), après son élection par le conseil d'administration de cette instance professionnelle réunissant les banques et établissements financiers tunisiens.
En sa qualité de président du CBF, il réaffirme la contribution du secteur bancaire tunisien à la relance économique nationale lors d'une rencontre avec le chef du gouvernement en avril 2024.

## Autres responsabilités
Néji Ghandri siège dans plusieurs conseils d'administration, notamment ceux de Tunisys, Ennakl, Amen Capital et Sicar Amen. Il est également membre du comité exécutif du Fonds tunisien de l'investissement et du Conseil national de la fiscalité[réf. nécessaire].
Il intervient comme enseignant à l'École supérieure des communications de Tunis et à l'École de l'aviation militaire de Borj El Amri.